# Niní
Niní è una telenovela argentina creata da Florencia Bertotti e Guido Kaczka e prodotta da Kaberplay e Endemol, che ha come protagonisti Florencia Bertotti e Federico Amador. La serie è formata da un'unica stagione di 137 episodi.
Dallo sceneggiato è stato pubblicato un compact disc che ha venduto oltre 20 000 copie in Argentina, diventando disco d'oro. Inoltre, ha ottenuto un buon successo in termini di ascolti sia in patria che nei paesi in cui è stato esportato oltre ad aver ricevuto una candidatura al Premio Gardel per l'album e una al Premio Martín Fierro alla serie.
Una puntata della serie è costituita dalla sigla, i fatti ed i titoli di coda con le anticipazioni dell'episodio seguente; nella prima puntata però la sigla è usata per staccare i fatti dalle anticipazioni.

## Trama
Nina Gómez, una ragazza innocente, molto distratta, spontanea e con un grande cuore, è cresciuta con suo nonno, il giardiniere dell'ambasciata, dove vivono. La vita di Niní cambia con l'arrivo del nuovo ambasciatore, Tomás Parker, un giovane ordinato e distaccato. Parker arriva all'ambasciata accompagnato dalla sua ambiziosa segretaria e assistente Celina e dai suoi quattro figli adottivi che, nati in diversi paesi, formano una famiglia eterogenea e molto particolare.
Niní, si affeziona subito ai ragazzi, infatti, copre Martin quando causa un incendio all'ambasciata, e deve superare vari ostacoli per rimanere vicino a loro e a suo nonno, tanto da cambiare la propria identità e diventare Nicolàs, il nuovo autista dell'ambasciatore. Niní e i ragazzi di Tomás diventeranno grandi amici e lei diventerà loro complice. Niní, con la sua sensibilità, vivacità e la sua bontà, arriva al cuore dei Parker, e soprattutto di Tomás trasmettendo dei valori che né il potere né il denaro possono ottenere: libertà, amore e un umorismo fuori dal comune.
Niní dopo vari avvenimenti riuscirà a conquistare il cuore di Tomás, nonostante la loro storia verrà complicata da Celina e Victor, fratello di Celina, innamorati rispettivamente di Tomás e Niní. Oltre a loro, a complicare la storia ci saranno la bontà di Niní e la freddezza di Tomás, che nonostante siano le principali caratteristiche dei due protagonisti e non siano dei difetti, intralceranno la storia d'amore.
Nella serie troviamo altre storie d'amore, complicate quasi quanto quella di Niní e Tomás: quella tra Vicky e Sebastián, quella tra Carmen e Angelo, e quella tra Martín e Lola che riusciranno a stare bene solo nel finale e quella di Chow e Tony, inizialmente felice e in seguito intralciata da Tomás, che però poi si ricrederà e Andy, studentessa di scambio che farà perdere la testa a Tony.
Celina, innamorata di Tomás, gli rivelerà di essere la madre naturale della piccola Cecilia, fingendo però che la bambina le fosse stata sottratta dopo il parto. La realtà però è ben diversa, per poter sposare Tomás, Celina decise di abbandonare la piccola, non sapendo che sarebbe stata adottata proprio dall'ambasciatore. Tomás si rende conto della malvagità di Celina quando prova a rinchiudere i ragazzi in un collegio, decisione alla quale Tomás era molto contrario.
Tomás raggiunge Niní che decide di lasciare l'ambasciata, quando l'ambasciatore dice che, in seguito ad una perdita di memoria, ama Celina e la caccia dall'ambasciata, e le chiede di sposarlo. La felicità di Niní durerà poco, perché Victor scopre che Nicolas è Niní, e, benché in esilio, proprio nel giorno del suo matrimonio con Tomás la smaschererà davanti a tutti.
Inizialmente sono tutti molto arrabbiati con lei, soprattutto Tomás, che non sopporta le bugie, ma poi capiscono che lei ha mentito solo per amore e la perdonano tutti, anche Tomás capisce che non può vivere senza la donna della sua vita. La serie si conclude con il matrimonio tra Tomás e Niní.

## Personaggi ed interpreti
- Nina "Niní" Gómez/Nicolás Zampanó, interpretata da Florencia Bertotti e doppiata da Eleonora Reti[5].
- Tomás Parker, interpretato da Federico Amador e doppiato da Vittorio Guerrieri[5].
- Celina Martínez Paz, interpretata da Paula Morales e doppiata da Roberta Greganti[5].
- Martín Parker, interpretato da Juan Manuel Guilera e doppiato da Fabrizio De Flaviis[5].
- Chow Parker, interpretata da Melanie Chong e doppiata da Joy Saltarelli[5].
- Chama Chan Parker, interpretato da Sheyner Cristian Díaz Gómez e doppiato da Tito Marteddu[5].
- Cecilia Parker (Sicilia Parker), interpretata da Iara Muñoz e doppiata da Agnese Marteddu[5].

## Episodi
In Argentina la prima ed unica stagione è stata trasmessa dal 7 settembre 2009 al 16 aprile 2010 su Telefe. La produzione diminuì gli ultimi dieci episodi in cinque per concludere prima la trasmissione dopo il provvedimento dei giudici in seguito alle vicende giudiziarie tra la Bertotti e Cris Morena.
In Italia la telenovela è stata presentata per la prima volta a settembre del 2010 con alcuni video nel canale di Disney Channel. Il 29 ottobre vengono trasmessi i primi 20 minuti della prima puntata sulla rete Disney, mentre inizia la sua programmazione ufficiale il 15 novembre 2010 e si conclude il 3 giugno 2011. Dieci giorni dopo, il 13 giugno 2011 inizia la trasmissione in chiaro su Italia 1, poi spostata sul canale tematico Boing e riproposta da quest'ultimo anche negli anni successivi.
A differenza della versione originale, quella italiana contiene i titoli per ogni episodio.
| Stagione       | Puntate (Puntate Italia) | Prima TV originale | Prima TV Italia |
| -------------- | ------------------------ | ------------------ | --------------- |
| Prima stagione | 128 (137 in Italia)      | 2009-2010          | 2010-2011       |

## Produzione
La serie viene annunciata nel gennaio del 2009 quando la protagonista e ideatrice Florencia Bertotti realizza un set fotografico per la grafica del programma. Lo sceneggiato non ha ancora un canale definito, ma nei mesi successivi appare la notizia che verrà trasmesso da Telefe. La telenovela è stata ideata dalla stessa Bertotti e dall'allora marito Guido Kaczka già dal periodo in cui lei era incinta del primo figlio. Inizialmente previsti centoventiepisodi da registrare a Buenos Aires negli studi di Raúl Lecouna nel Partido di San Isidro, Nini viene girata a partire dai primi mesi del 2009 fino alla metà di febbraio del 2010.
A luglio appare il primo promo della serie che debutta il 7 settembre 2009 e registra 19.1 di rating, risultando il terzo programma più visto della giornata. Dopo vari cambi di orario, l'ultimo episodio (andato in onda come puntata doppia) ottiene 13.8 con picchi fino al 16.7 per un totale di centoventisette episodi.
Era prevista una seconda stagione per la fine del 2010, in collaborazione con Cris Morena. La produzione doveva essere a carico di Cris Morena Group e Kaberplay e doveva portare il titolo di Nini-cienta, ma non fu mai girata.
Nel novembre dello stesso anno Florencia Bertotti viaggia a Milano per una proiezione speciale, organizzata da Disney Channel Italia, della prima puntata della serie al Teatro Apollo.

### Casting
Inizialmente il ruolo di Federico Amador fu offerto a Juan Soler scelto perché è un attore molto riconosciuto dal pubblico argentino. Invece, per il personaggio del nonno di Ninì era stato annunciato Roberto Catarineu e per l'amico della protagonista, Angelo, Nicolás Scarpino, attori poi non confermati. Vengono successivamente accreditati nella troupe Esteban Meloni, Paula Morales nel ruolo dell'antagonista principale e Vanesa Butera. Alla sceneggiatura troviamo Gabriela Fiore e Gabriel Mesa.
L'attore Juan Manuel Guilera che interpreta Martín Parker è stato scelto mentre ultimava il tour della telenovela Il mondo di Patty in Nicaragua.
Per la scelta dei componenti del cast, Florencia Bertotti scriveva in un quaderno gli attori che le interessavano.

## Media

### Edizioni in DVD
Nel mese di giugno del 2010 viene pubblicato in Argentina il cofanetto "Niní:La búsqueda" che include uno degli show svoltosi al Teatro Gran Rex con il backstage e le canzoni con relativi videoclip della serie.

### Musica
Per l'unica stagione registrata viene utilizzata come sigla d'apertura la canzone Arriba las ilusiones, mentre come chiusura vengono utilizzate alcune basi strumentali dell'album, come Reirse es gratis o Arriesgate.
| Anno | Dettagli |
| ---- | --- |
| 2009 | Arriba las ilusiones - Pubblicazione: 16 novembre 2009 - Formati: CD, download digitale - Etichetta: EMI Odeon SAIC |

### Altri prodotti
In Italia, nel 2010 sono stati pubblicati diari e quaderni della serie in cui appare in copertina la protagonista. Inoltre era presente nelle edicole l'album di figurine.

## Niní: La búsqueda
Niní: La búsqueda è il musical tratto dalla serie con la direzione di Valeria Ambrosio. Viene annunciato nel dicembre del 2009. Lo spettacolo è ambientato al di fuori dell'ambasciata e vede i quattro figli adottivi dei due protagonisti cominciare la loro ricerca attraverso alcune situazioni che si verranno a creare nella rappresentazione. La maggior parte dei testi sono cantati come nell'album, tranne per 4, 3, 2, 1 che è cantata dall'attrice Vanesa Butera e viene introdotta una nuova canzone dal titolo Tengo di Paula Morales.
Il debutto avviene il 24 gennaio 2010 nella Provincia di Córdoba. Erano previsti concerti anche a Bahía Blanca, Corrientes, Comodoro Rivadavia, Neuquén, Tucumán, Salta, Trelew e Río Gallegos, poi non realizzati.
Lo spettacolo è stato apprezzato da critica e pubblico, elogiando l'attenzione con cui sono stati scelti la scenografia, l'estetica e i costumi. Inizialmente erano previste solamente cinque date al Teatro Gran Rex (con anche due rappresentazioni al giorno), ma vista la numerosa richiesta di biglietti ne sono state aggiunte altre sei nel mese d'aprile. Solo nella giornata del 18 aprile erano presenti 35.000 persone.
| Data             | Stato     | Città                | Teatro                               |
| ---------------- | --------- | -------------------- | ------------------------------------ |
| 24 gennaio 2010  | Argentina | Provincia di Córdoba | Estadio Polideportivo Islas Malvinas |
| 27 febbraio 2010 | Argentina | Provincia di Córdoba | Orfeo Superdomo                      |
| 26 marzo 2010    | Argentina | Buenos Aires         | Teatro Gran Rex                      |
| 27 marzo 2010    | Argentina | Buenos Aires         | Teatro Gran Rex                      |
| 28 marzo 2010    | Argentina | Buenos Aires         | Teatro Gran Rex                      |
| 1º aprile 2010   | Argentina | Buenos Aires         | Teatro Gran Rex                      |
| 2 aprile 2010    | Argentina | Buenos Aires         | Teatro Gran Rex                      |
| 4 aprile 2010    | Argentina | Buenos Aires         | Teatro Gran Rex                      |
| 5 aprile 2010    | Argentina | Buenos Aires         | Teatro Gran Rex                      |
| 17 aprile 2010   | Argentina | Buenos Aires         | Teatro Gran Rex                      |
| 18 aprile 2010   | Argentina | Buenos Aires         | Teatro Gran Rex                      |
| 15 maggio 2010   | Argentina | Rosario              | Estadio Cubierto Claudio Newell      |

## Riconoscimenti
- Premio Martín Fierro
  - 2010 – Candidatura alla miglior telenovela giovanile[3][41]
- Premio Gardel
  - 2010 – Candidatura alla miglior colonna sonora cinematografica e televisiva[4][42]

## Distribuzioni internazionali
| Paese           | Canale/i                              | Fonte/i             |
| --------------- | ------------------------------------- | ------------------- |
| Argentina       | Telefe, Magazine, Volver              | [ 6 ] [ 43 ] [ 44 ] |
| Colombia        | Caracol Televisión                    | [ 45 ]              |
| Spagna          | Disney Channel                        | [ 46 ]              |
| Rep. Dominicana | Telesistema                           | [ 47 ]              |
| Perù            | Red TV                                | [ 48 ]              |
| Italia          | Disney Channel, Boing, Italia 1, La 5 | [ 14 ] [ 49 ]       |
| Romania         | Disney Channel                        | [ 50 ]              |
| Uruguay         | Monte Carlo TV                        | [ 51 ]              |
| Paraguay        | Paravisión                            | [ 52 ]              |
| Costa Rica      | Canal 4                               | [ 53 ]              |
| Ecuador         | Ecuavisa                              | [ 54 ]              |
| Bulgaria        | Disney Channel                        |                     |
| Ucraina         | Disney Channel                        |                     |
| Messico         | Tiin                                  | [ 55 ]              |
| Internazionale  | Telefe Internacional                  | [ 56 ]              |

## Accoglienza
La serie è stata apprezzata dagli adolescenti argentini. Infatti, ha raggiunto un buon successo di ascolti e il disco pubblicato ha ottenuto il disco d'oro. Nonostante ciò, i giornalisti notarono fin da subito la somiglianza con la serie Flor - Speciale come te, la cui protagonista era la stessa Bertotti.
Secondo un sondaggio online del sito todotnv.com la telenovela è stata la seconda migliore dell'anno 2009, superata solamente da Valientes e davanti a Ciega a citas.

### Vicenda giudiziaria tra Cris Morena e Florencia Bertotti
Alla fine del 2009 la produttrice Cris Morena insieme alla casa di produzione associata RGB Entertainment presentano una denuncia ai danni della Bertotti per plagio di Niní alla serie Flor - Speciale come te. Il giudizio in primo grado non ha dato ragione al reclamo, ma al secondo grado fu data ragione alla Morena, per cui il programma doveva essere cancellato dai palinsesti, così come ritirare dalla vendita i biglietti per lo spettacolo e tutto il merchandising. Alla fine, è stata permessa la trasmissione, la distribuzione e gli sviluppi futuri della serie.